# SixTONES
SixTONES(일본어:ストーンズ, 스톤즈)는 2015년 5월 1일에 결성한 STARTO ENTERTAINMENT 소속의 일본 6인조 남성 아이돌 그룹이다. 소속 레이블은 소니 뮤직 레벨즈.

## 멤버
생년월일순
| 이름                          | 생년월일              | 출신지          | 혈액형 | 멤버컬러 |
| ----------------------------- | --------------------- | --------------- | ------ | -------- |
| 코우치 유고 (髙地 優吾)       | 3월 8일(나이 비공개)  | 카나가와현 출신 | A형    | 노랑     |
| 쿄모토 타이가 (京本 大我)     | 1994년 12월 3일(30세) | 도쿄도 출신     | B형    | 핑크     |
| 다나카 쥬리 (田中 樹)         | 1995년 6월 15일(29세) | 치바현 출신     | B형    | 파랑     |
| 마츠무라 호쿠토 (松村 北斗)   | 1995년 6월 18일(29세) | 시즈오카현 출신 | B형    | 검정     |
| 제시 (ジェシー )              | 1996년 6월 11일(28세) | 도쿄도 출신     | O형    | 빨강     |
| 모리모토 신타로 (森本 慎太郎) | 1997년 7월 15일(27세) | 카나가와현 출신 | A형    | 녹색     |

## 경력
- 2015년 5월 1일 『ジャニーズ銀座2015(쟈니즈긴자2015)』 낮 공연에서, 티비 드라마 『私立バカレア高校(사립바카레아고교)』의 출연자 6명의 그룹 「six toness」 결[4]성 발표[5]. 처음 발표했을 때는 「シックストーンズ(식스톤즈)」라고 발표[6] 되었으나, 나중에 「ストーンズ(스톤즈)」로 변경[7]되었다.
- 유닛명의 유래는 (1) 그 발음 그대로 『원석』 (2) "도"를 뺀 "레미파솔라시"의 6음처럼 "6명 각자의 개성을 보여줄수 있도록"의 마음을 담아서 『음역』[7] (3) "TONE"이 음색의 의미를 가지고 있어서 『음의 6원색』이라는 멤버 6명의 마음이 담겨져 있다.[8]

## 작품

### 싱글
| ＃ | 발매일           | 타이틀                                        | 최고 순위 |
| -- | ---------------- | --------------------------------------------- | --------- |
| 1  | 2020년 1월 22일  | Imitation Rain/D.D.                           | 1위       |
| 2  | 2020년 7월 22일  | NAVIGATOR                                     | 1위       |
| 3  | 2020년 11월 11일 | NEW ERA                                       | 1위       |
| 4  | 2021년 2월 17일  | 僕が僕じゃないみたいだ 내가 내가 아닌 것 같아 | 1위       |
| 5  | 2021년 8월 11일  | マスカラ 마스카라                             | 1위       |
| 6  | 2022년 3월 2일   | 共鳴 공명                                     | 1위       |
| 7  | 2022년 6월 8일   | わたし 나                                     | 1위       |
| 8  | 2022년 11월 2일  | Good Luck!/ふたり 굿 럭!/두 사람              | 1위       |
| 9  | 2023년 4월 12일  | ABARERO                                       | 1위       |
| 10 | 2023년 6월 14일  | こっから 지금부터                             | 1위       |
| 11 | 2023년 8월 30일  | CREAK                                         | 1위       |
| 12 | 2024년 5월 1일   | 音色 음색                                     | TBA       |

### 앨범
| ＃ | 발매일          | 타이틀    | 최고 순위 |
| -- | --------------- | --------- | --------- |
| 1  | 2021년 1월 6일  | 1ST       | 1위       |
| 2  | 2022년 1월 5일  | CITY      | 1위       |
| 3  | 2023년 1월 4일  | 声 목소리 | 1위       |
| 4  | 2024년 1월 10일 | THE VIBES |           |

### CD 미수록곡
이 문단의 내용은 JASRAC의 작품 데이터베이스 검색 서비스(作品データベース検索サービス)에서, 아티스트명 “SixTONES”를 포함하여 검색한 결과를 토대로 작성하였다.

### 2015년
- この星のHIKARI (작사: 川口進 , 작곡: 川口進 /Dele Ladimeji)  - JASRAC 작품 코드: 1H9-9123-8
- BE CRAZY (작사: ma-saya, 작곡: STEVEN LEE)  - JASRAC 작품 코드: 212-8586-1

### 2016년
- IN THE STORM (작사: 深川琴美, 작곡: STEVEN LEE/ANDERS WIGELIUS/ERIK WIGELIUS)  - JASRAC 작품 코드: 1J5-6509-8

### 2017년
- Amazing!!!!!! (작사: MORISHIN, 작곡: OHRN ANDREAS/LAURIDSEN CHRISTOFFER/GRIBBE SIMON ANDREAS)  - JASRAC 작품 코드: 1K3-6191-7
- JAPONICA STYLE (작사: ma-saya, 작곡: TAKUYA HARADA)  - JASRAC 작품 코드: 231-2639-6
- BEAUTIFUL LIFE (작사: MINE, 작곡: MINE/ATSUSHI SHIMADA/LADIMEJI DELE)  - JASRAC 작품 코드: 1L0-4176-2

### 2018년
- Jungle (작사: Komei Kobayashi, 작곡: AKESSON ROBIN BORJE/KOOS KAMERLING) - JASRAC 작품 코드: 1L7-0917-8
- Night Train (작사: ma-saya, 작곡: JOEY CARBONE) - JASRAC 작품 코드: 240-5407-1
- Hysteria (작사: Komei Kobayashi, 작곡: KAIROS/LEE JOSEPH J.) - JASRAC 작품 코드: 1M3-2201-3

### 2019년
- "LAUGH"IN THE LIFE (작사: GAKU, 작곡: GAKU) - JASRAC 작품 코드: 244-4071-0
- MR. ズドン (작사: Mr. ズドン, 작곡: Mr. ズドン) - JASRAC 작품 코드: 244-7682-0
- Rollin' (작사: Yocke, 작곡: Yocke) - JASRAC 작품 코드: 245-0836-5
- 光る, 兆し (작사: 中野領太, 작곡: 中野領太)

## 출연

### 무대
- ジャニーズ銀座 2015(쟈니즈 긴자 2015) (2015년 5월 1일 , 3일, 4일 , 씨어터 크리에)[9]
- 少年たち 世界の夢が…戦争を知らない子供達(소년들 세계의 꿈이…전쟁을 모르는 아이들) (2015년 9월 4일 - 9월 28일, 일생극장) - Snow Man과 출연[10][11]
- JOHNNYS' World -ジャニーズ・ワールド-(쟈니즈 월드) (2015년 12월 11일 - 2016년 1월 27일, 제국극장)[12][13]
- ジャニーズ銀座 2016(쟈니즈 긴자 2016) (2016년 5월 27일 - 30일, 씨어터 크리에)[14]
- 少年たち 危機一髪！(소년들 위기일발!) (2016년 9월 4일, 일생극장) - Snow Man과 출연[15][16]
- JOHNNY'S ALL STARS ISLAND (2016년 12월 3일 - 2017년 2월 18일, 제국극장)[17]
- 東SixTONES×西関西ジャニーズJr.SHOW合戦(동SixTONES X 서 칸사이 쟈니즈 Jr. SHOW 합전) (2017년 2월 18일 - 26일, 신바시연무장)[18]
- 少年たち 〜Born Tomorrow〜(소년들 〜Born Tomorrow〜) (2017년 9월 7일 - 9월 28일, 일생극장 / 10월 27일 -11월 12일, 오사카 쇼치쿠좌)[19]
- 少年たち LIVE (소년들 LIVE) (2017년 10월 7일 - 10월 17일, 아이치·효고·와가야마·히로시마)[20]

### 콘서트
- サマステ ジャニーズキング(썸머스테 쟈니즈 킹) [나가세렌·SixTONES·Travis Japan] (2016년 8월 17일 - 25일, EX 시어터 롯본기)[21]
- ジャニーズJr.祭り(쟈니즈 Jr. 마츠리) (2017년 3월 24- 26일 - 요코하마아리나 / 4월 8일 - 9일 - 사이타마 슈퍼아리나 / 5월 3일 오오사카죠홀)[22]
- サマステ 〜君たちが〜KING'S TREASURE(썸머스테 ~너희들이~ KING'S TREASURE) (2017년 8월 1일 - 3일 [단독공연], 8월 11일 - 13일 [Snow Man과 합동공연] EX시어터 롯본기)[23]

### 음악방송
- ザ少年倶楽部(자소년구락부) (2015년 - 현재, NHKBS프리미엄)

### 이벤트
- ジャニーズ大運動会(쟈니즈 대 운동회)（2017년 4월 16일, 도쿄돔）